# Baromićev brevijar
Baromićev brevijar je brevijar hrvatskog kanonika iz Senja Blaža Baromića na 526 listova, tiskan u Veneciji 13. ožujka 1493.
U vrijeme dok je bio senjski kanonik, od 1484. do 1505., boravio je u Mletcima kod Andrije Torresanija. Te 1493. u njegovoj je tiskari stekao znanja slagarstva i tiskarstva. Iste je godine nadzirao i priredio za tisak glagoljički časoslov, tzv. Baromićev brevijar. Baromićev brevijar šesta je po redu hrvatska inkunabula. 